# Ululation

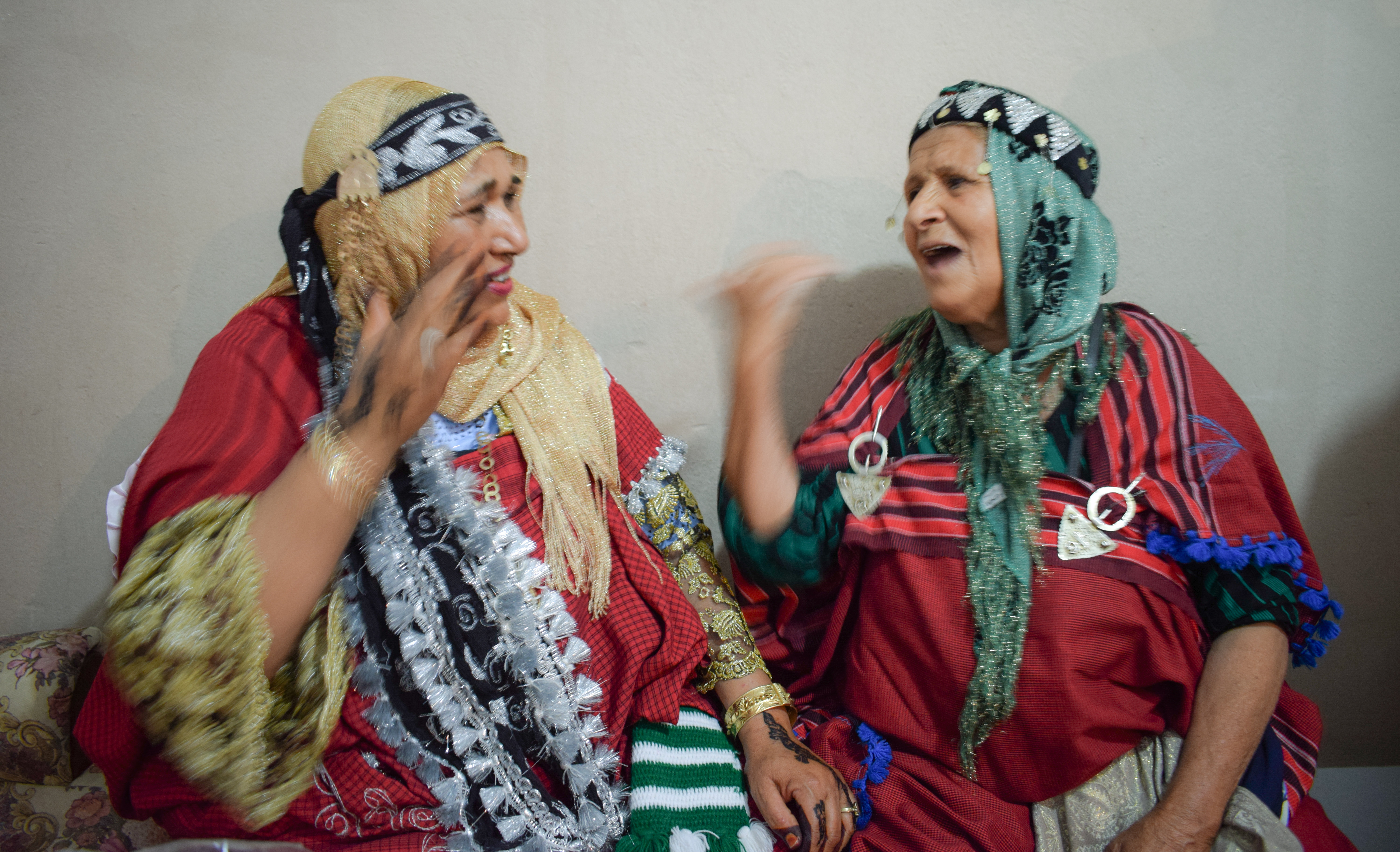
Ululation von zwei tunesischen Frauen bei einer Hochzeit

Ululation (von lateinisch ululare, „heulen“) ist ein langer, hoher Klang mit schnell schwankender Tonhöhe, eine besondere Art des Heulens. Wer ululiert, bewegt schnell Zunge und Gaumenzäpfchen und singt gleichzeitig einen hohen Ton. Bereits im antiken Griechenland war Ululation als Ausruf der Freude bekannt. Die vielfach im Chor praktizierte Ululation ist eine Domäne der Frauen. Die Vokaltechnik wird häufig als Ausdruck von Freude eingesetzt, vor allem bei Hochzeiten, ebenso als Ausdruck von Trauer und religiöser Ekstase.
In arabischen Ländern wird Ululation Zaghruta genannt. Des Weiteren kommt Ululation in Indien vor und in der afrikanischen Musik. Traditionelle Lieder mit Elementen der Ululation finden sich beispielsweise auf der 1997 erschienenen CD Zaghareed von Mohsen Subhi. Dort wird die Ululation in den Gesamtkontext der Songs eingebettet. Genauso gebräuchlich ist es bei Beerdigungen von Märtyrern in der islamischen Welt.
In der Medizin wird mit Ululation ein unartikuliertes, übermäßiges Schreien bei Hysterie und manchen Psychosen bezeichnet.